# Eurema
Eurema es un género de mariposas de la familia Pieridae. Se encuentran en Asia, África, Australia, Oceanía y el nuevo mundo.

## Descripción
La especie tipo es Papilio delia Cramer, 1780, según designación posterior realizada por Butler en 1870.

## Diversidad
Existen 58 especies reconocidas en el género, 19 de ellas tienen distribución neotropical. Al menos 12 especies se han reportado en la región neártica, y 9 de ellas tienen distribución afrotropical.

## Plantas hospederas
Las especies del género Eurema se alimentan de plantas de las familias Fabaceae, Rhamnaceae, Violaceae, Apocynaceae, Theaceae, Euphorbiaceae, Clusiaceae, Cucurbitaceae, Arecaceae, Rubiaceae, Osmundaceae, Santalaceae, Asteraceae, Verbenaceae, Simaroubaceae, Hypericaceae y Brassicaceae. Las plantas hospederas reportadas incluyen los géneros Adenanthera, Astragalus, Caesalpinia, Cassia, Paraserianthes, Parkinsonia, Senna, Albizia, Entada, Ormocarpum, Pithecellobium, Ventilago, Acacia, Acrocarpus, Agatea, Alstonia, Camellia, Delonix, Gleditsia, Gliricidia, Moullava, Ormosia, Sesbania, Xylia, Breynia, Chamaecrista, Desmodium, Hypericum, Tephrosia, Aeschynomene, Arachis, Glycine, Medicago, Mimosa, Stylosanthes, Trifolium, Calliandra, Zornia, Galactia, Rhamnus, Desmanthus, Leucaena, Abrus, Berchemia, Bridelia, Bryonia, Cocos, Coffea, Cratoxylum, Dichrostachys, Indigofera, Kummerowia, Lespedeza, Lotus, Osmunda, Parkia, Phyllanthus, Pterocarpus, Robinia, Sageretia, Santalum, Smithia, Solidago, Tectona, Trigonella, Ziziphus, Neptunia, Brassica, Diphysa, Machaerium.